# てがみ座
演劇ユニットてがみ座（えんげきゆにっとてがみざ）は、日本の劇団。
劇作家・長田育恵を主宰として2009年に旗揚げ。戯曲を根本にして立ち上げる演劇を基軸とし、上演作品に応じて、演出家・出演者・スタッフを募るスタイルをとっている。

## 概要
- 劇団本拠地は東京都。
- 2009年に王子小劇場にて旗揚げをして、年２回ペースで公演を行っている。

### 主な受賞歴
- 「ありふれた惑星」(2009年)
  - 佐藤佐吉賞 優秀舞台美術賞 - 杉山至
- 「乱歩の恋文」(2010年)
  - 佐藤佐吉賞 優秀主演女優賞 - 西田夏奈子
  - 佐藤佐吉賞 優秀助演男優賞 - 稲葉能敬
- 「線のほとりに舞う花を」(2011年)
  - 佐藤佐吉賞 優秀主演男優賞 - 井上一馬
  - 佐藤佐吉賞 優秀衣装賞 - 吉田健太郎（yu-GEN CRaFTS）
  - 佐藤佐吉賞 特別賞 - ジャンベ生演奏　ナリテツ
- 「空のハモニカ」(2013年)
  - 第21回 読売演劇大賞 最優秀スタッフ賞（杉山至） 受賞　[杉山至「国語の時間」・「空のハモニカ」の舞台美術にて受賞]
- 「地を渡る舟」(2015年)
  - 第70回 文化庁芸術祭賞演劇部門新人賞　受賞（長田育恵）
- 「対岸の永遠」(2016年)
  - 読売演劇大賞2016 上半期作品賞　受賞
- 「燦々」（2016年）
  - 第71回 文化庁芸術祭参加公演　出石永楽館公演、豊岡アートシーズン参加事業
- 「SOETSU－韓くにの白き太陽－」（2017年）（外部公演）
  - 文化庁東アジア文化交流使、活動実施作品　／ 韓国において韓国の俳優とてがみ座劇団員による朗読公演実施
- 「海越えの花たち」（2018年）
  - 第53回紀伊國屋演劇賞個人賞　受賞（長田育恵）

### 戯曲掲載
- 「乱歩の恋文」(2010年)
  - 『シアターアーツ45号』(2010年12月) 戯曲全文掲載

## 団員
- 長田育恵
- 箱田暁史
- 石村みか
- 岸野健太

## 公演
- 第一回公演 「ありふれた惑星」（2009年6月10日-14日、王子小劇場）[1]
- 第二回公演 「光る河」（2010年1月6日-11日、下北沢「劇」小劇場）[2]
- リーディング公演 「カシオペア」（2010年4月1日-4日、八幡山ワーサルシアター）[3]
- 第三回公演 「乱歩の恋文」（2010年11月3日-10日、王子小劇場）[4]
- 第四回公演 シリーズ・五線譜 Vol.1「線のほとりに舞う花を」（2011年4月12日-18日、王子小劇場）[5]
- 第五回公演 「空のハモニカ-わたしがみすゞだった頃のこと-」（2011年9月14日-19日、下北沢「劇」小劇場）[6]
- シアタートラム　ネクスト・ジェネレーション vol.4公演　「乱歩の恋文」（2012年1月26日-29日、シアタートラム）[7]
- てがみ座俳優勉強会 夏のおたより「眠っちゃいけない子守歌」（2012年 8月25日、江古田 兎亭）
- 第七回公演　「青のはて―銀河鉄道前奏曲〈プレリュード〉―」（2012年11月30日-12月3日、吉祥寺シアター）
- てがみ座俳優自主企画2 春のおたより「川底にみどりの魚はいる」（2013年5月8日-12日、渋谷 ギャラリー・ルデコ４）
- 第八回公演「空のハモニカ-わたしがみすゞだった頃のこと-」（再演）（2013年7月5日-7日、京都芸術センター / 8月1日-4日、座・高円寺）
- 第九回公演「地を渡る舟－1945／アチック・ミューゼアムと記述者たち－」（2013年11月20日-24日、東京芸術劇場　シアターウエスト）
- 「乱歩の恋文 ～芝居小屋バージョン～」（2014年6月14日・15日、出石　永楽館）
- 第十回公演「汽水域（きすいいき）」（2014年11月28日-12月6日、シアタートラム / 12月12日-14日、穂の国とよはし芸術劇場PLAT）
- 第十一回公演「地を渡る舟」（再演）（2015年10月23日-11月1日、東京芸術劇場シアターイースト）
- 第十二回公演「対岸の永遠」（2016年3月4日-3月30日、シアター風姿花伝）
- 第十三回公演「燦々」（2016年11月3日-13日、座・高円寺1）
- 第十四回公演「風紋 ～青のはて2017～」（2017年11月9日-19日、赤坂 RED/THEATER）
- 第十五回公演「海越えの花たち」（2018年6月20日-26日、紀伊國屋ホール）
- 第十六回公演「燦々」（再演）（2020年2月7日-16日、東京芸術劇場　シアターウエスト）
- 交響朗読劇「空のハモニカ～私がみすゞだった頃のこと～」（2021年8月18日・19日、横浜市泉区民文化センター　テアトルフォンテ）
- 劇団民藝＋てがみ座公演「レストラン「ドイツ亭」」（2022年2月3日-12日、紀伊國屋サザンシアター TAKASHIMAYA）